# Коул Крик (округ Болдер, Колорадо)
Коул Крик (енгл. Coal Creek, Boulder County) насељено је место без административног статуса у америчкој савезној држави Колорадо.

## Демографија
По попису из 2010. године број становника је 2.400, што је 77 (3,3%) становника више него 2000. године.
| Група             | 2000.         | 2010.         |
| Белци             | 2.171 (93,5%) | 2.238 (93,3%) |
| Афроамериканци    | 4 (0,2%)      | 3 (0,1%)      |
| Азијати           | 23 (1,0%)     | 23 (1,0%)     |
| Хиспаноамериканци | 88 (3,8%)     | 82 (3,4%)     |
| Укупно            | 2.323         | 2.400         |